# Géza Róheim
Géza Róheim (Budapest, 12 settembre 1891 – New York, 7 giugno 1953) è stato un antropologo e psicoanalista ungherese.
Fu il primo psicoanalista che, su incarico diretto di Sigmund Freud, cercò di dimostrare sul campo la validità delle teorie psicoanalitiche attraverso l'analisi dei sogni delle popolazioni non occidentali, in particolare di quelle australiane. In questo modo mise in evidenza l'universalità del complesso di Edipo, per controbattere alle tesi di chi come Bronisław Malinowski ne negava la presenza nelle culture matrilineari.
Nel 1919 gli fu affidata, presso l'Università di Budapest, la prima cattedra in antropologia psicoanalitica.
Il presupposto più importante del suo pensiero è che tutti i prodotti culturali possono essere interpretati in termini psicologici. La mente umana, alla sua massima profondità, resta costante nel corso di tutta la storia. Pur essendovi in questa posizione delle analogie con le teorie sull'inconscio collettivo di Carl Gustav Jung, a differenza che in quest'ultimo, tuttavia, le motivazioni erotiche ed aggressive appaiono come nettamente prevalenti.

## Pubblicazioni
- Géza Róheim, Psicoanalisi e antropologia. I rapporti fra cultura, personalità e inconscio, a cura di F. Saba Sardi, Milano, Rizzoli, 1974, SBN SBL0468586.
- Géza Róheim, L'enigma della Sfinge, traduzione di M. Novelletto Cerletti, prefazione di E. Jones, introduzione all'ed. ital. di G. Carloni, Rimini, Guaraldi Editore, 1972  [1934], SBN SBL0559015.
- Géza Róheim, Origine e funzione della cultura, traduzione di F. Belfiore, Milano, Feltrinelli Editore, 1972  [1945], SBN RAV0107711.
- Géza Róheim, Gli eterni del sogno, traduzione di R. Stellato, Rimini, Guaraldi editore, 1972, SBN SBL0380034.
- Géza Róheim, Magia e schizofrenia, traduzione di S. Giacomoni, Milano, Il Saggiatore, 1973, SBN RAV0044290.  2ª ed., Milano, Ghibli Editore, 2015, ISBN 978-88-6801-101-7.